# Chiffon cake

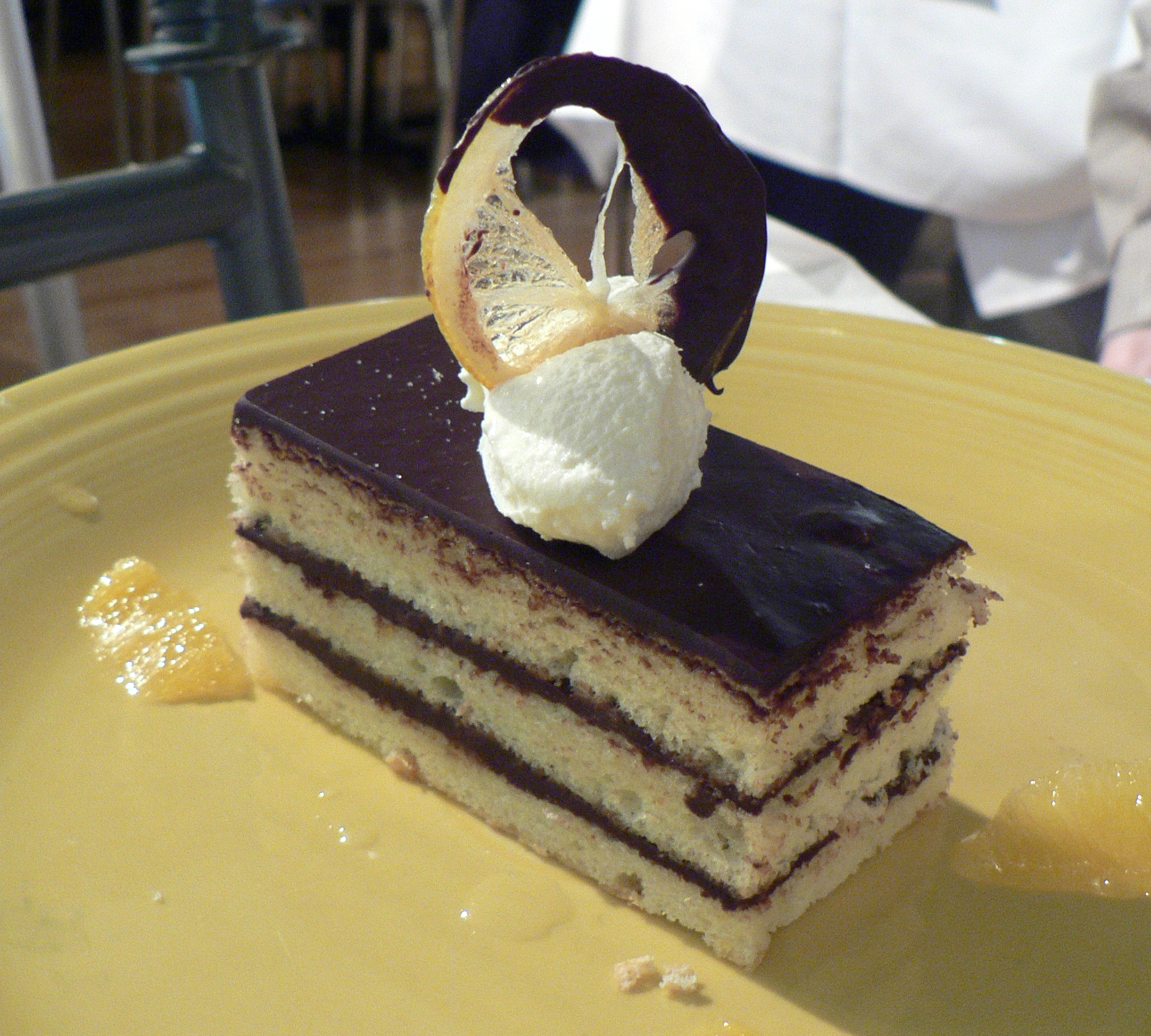
Uno chiffon cake al cioccolato

La chiffon cake è un dolce di origine statunitense di aspetto simile al pan di Spagna, ma molto più soffice e leggero, da cui il nome "chiffon" come l'omonimo tessuto.
La torta cresce e mantiene in seguito la struttura grazie all'utilizzo del cremor tartaro e di una grande quantità di albumi montati a neve.
Solitamente la torta viene cotta dentro stampi a ciambella molto alti con in mezzo un inserto cavo a tronco di cono che consente il passaggio dell'aria calda per una cottura uniforme. Dato che la chiffon cake va raffreddata capovolta a fine cottura, questo tipo di stampo è provvisto di appositi piedini attorno al bordo.